# Panca moseri
Panca moseri is een vlinder uit de familie van de dikkopjes (Hesperiidae). De wetenschappelijke naam van de soort is voor het eerst geldig gepubliceerd in 2017 door  Dolibaina, Carneiro en Mielke.

## Voorkomen
De soort komt voor in Peru, Bolivia en Brazilië.